# 4901 Ó Briain
A 4901 Ó Briain (ideiglenes jelöléssel (4901) 1988 VJ) a Naprendszer kisbolygóövében található aszteroida. Arai, M. és Mori, H. fedezte fel 1988. november 3-án.